# Tomisaku Kawasaki
Tomisaku Kawasaki (川崎 富作, Kawasaki Tomisaku , 1 de febrero de 1925 - 5 de junio de 2020) fue un pediatra japonés que describió por primera vez la afección ahora conocida como enfermedad de Kawasaki en la década de 1960.  Junto con la cardiopatía reumática, la enfermedad de Kawasaki se considera la principal causa de enfermedad cardíaca adquirida en niños en todo el mundo.

## Biografía
Tomisaku Kawasaki nació el 1 de febrero de 1925 en el distrito Asakusa de Tokio , siendo el menor de siete hermanos. Estaba "muy interesado en las plantas y las frutas, y se sorprendió al saber cómo había aparecido de repente la pera del siglo XX", pero finalmente abandonó sus planes de estudiar botánica porque su madre lo convenció para que fuera médico. Estudió medicina en la Universidad de Chiba y se graduó en 1948.